# Jan Kowalski (ur. 1988)
Jan Edmund Kowalski (ur. 12 sierpnia 1988) – polski politolog i urzędnik państwowy, w latach 2017–2021 dyrektor Biura Programu „Niepodległa”, w latach 2021–2024 prezes zarządu spółki Pałac Saski. 

## Życiorys
Absolwent Wydziału Dziennikarstwa i Nauk Politycznych na Uniwersytecie Warszawskim na kierunku Politologia oraz Podyplomowych Studiów na Wydziale Prawa i Administracji Uniwersytetu Warszawskiego z zakresu mediacji i negocjacji. Ukończył studia MBA na Wydziale Zarządzania Uniwersytetu Warszawskiego.
W latach 2012–2017 kierował Działem Komunikacji i Promocji Narodowego Centrum Kultury. W latach 2017–2021 dyrektor Biura Programu „Niepodległa”. W latach 2021–2024 prezes zarządu spółki Pałac Saski, odpowiedzialnej za odbudowę Pałac Saskiego w Warszawie, wraz z budynkami sąsiadującymi. 
W latach 2020–2021 członek rady nadzorczej spółki PL.2012+ zarządzającej Stadionem Narodowym w Warszawie. Od 2021 członek rady nadzorczej Polskiego Radia Katowice. 
W 2023 został powołany na pełnomocnika Ministerstwa Kultury i Dziedzictwa Narodowego ds. obchodów 80. rocznicy wybuchu Powstania Warszawskiego przez Piotr Glińskiego.
Od 2018 członek zarządu Stowarzyszenia Przymierze Rodzin.